# Zamek Floors

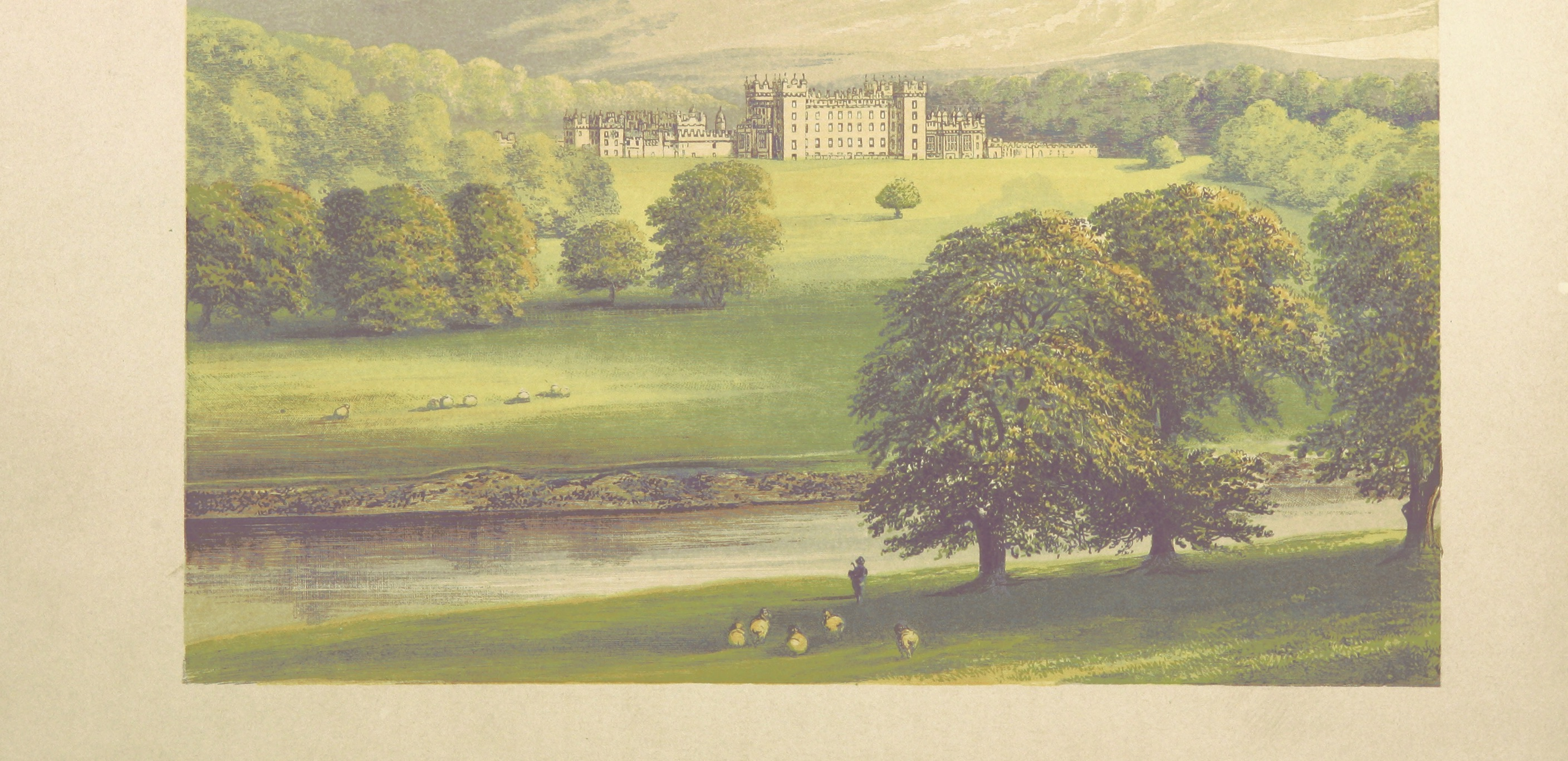
Zamek na XIX-wiecznej rycinie

Zamek Floors (ang. Floors Castle) − zamek położony w Kelso, na terenie historycznego hrabstwa Roxburghshire, nieopodal granicy angielsko-szkockiej, nad rzeką Tweed. Siedziba księcia Roxburghe. Na terenie zamku kręcone były ujęcia do filmu Greystoke: Legenda Tarzana, władcy małp (1984).

## Historia
Zamek został zaprojektowany  przez szkockiego architekta Williama Adam w latach 20. XVIII wieku. Przebudowany następnie przez Williama Playfair po roku 1837.

## Architektura
Zamek ma typową XVIII-wieczną architekturę z dwoma symetrycznymi skrzydłami mieszczącymi pomieszczenia służby.